# Équipe du Brésil masculine de handball au Championnat du monde 2019
Cet article relate le parcours de l'équipe du Brésil masculine de handball lors du Championnat du monde 2019 ayant lieu en Allemagne et au Danemark. Il s'agit de la 14e participation du Brésil aux Championnats du monde.
Lors du tour préliminaire, le Brésil réalise une belle prestation face à la France (défaite de deux buts seulement 22 à 24) avant de s'incliner lourdement face à l'Allemagne (21 à 34). Mais elle parvient ensuite à s'imposer face à la Serbie (24 à 22), face à la Russie (25 à 23) et enfin face à la Corée unifiée (35 à 26) pour ainsi terminer troisième de sa poule et se qualifier pour le tour principal. Elle est ainsi assurée d'obtenir son meilleur résultat à un championnat du monde.
Lors du tour principal, les Brésiliens réalisent une nouvelle grosse performance en battant la Croatie 29 à 26. Hélas, la lourde défaite ensuite face à l'Espagne 24 à 36 met fin à l'espoir d'une qualification pour les demi-finales. Dans son dernier match, le Brésil remporte une nouvelle victoire de prestige face à une nation européenne en s'imposant 32 à 29 face à l'Islande. À égalité de points avec l'Espagne, le Brésil est devancé par cette dernière à la différence de buts particulière et termine ainsi à la 9e place de la compétition.

## Présentation

### Qualification
En terminant à la 2e place au Championnat panaméricain 2018, le Brésil obtient l'une des trois places qualificatives pour le Championnat du monde 2019.

## Résultats

### Tour préliminaire
Le Brésil évolue dans le groupe A dont les matchs se jouent dans la Mercedes-Benz Arena à Berlin.
|   | Équipe        | Pts | J | G | N | P | Bp  | Bc  | Diff |
| - | ------------- | --- | - | - | - | - | --- | --- | ---- |
| 1 | France (T)    | 9   | 5 | 4 | 1 | 0 | 138 | 113 | 25   |
| 2 | Allemagne (H) | 8   | 5 | 3 | 2 | 0 | 142 | 110 | 32   |
| 3 | Brésil        | 6   | 5 | 3 | 0 | 2 | 127 | 129 | -2   |
| 4 | Russie        | 4   | 5 | 1 | 2 | 2 | 131 | 127 | 4    |
| 5 | Serbie        | 3   | 5 | 1 | 1 | 3 | 127 | 146 | -19  |
| 6 | Corée unifiée | 0   | 5 | 0 | 0 | 5 | 124 | 164 | -40  |

| 11 janvier 2019 20h30 | Brésil   | 22 - 24   | France        | Mercedes-Benz Arena, Berlin Affluence : 10 529 Arbitrage : Kurtagic, Wetterwik |
| 11 janvier 2019 20h30 | Toledo 8 | (13 - 16) | Guigou, Mem 6 | Mercedes-Benz Arena, Berlin Affluence : 10 529 Arbitrage : Kurtagic, Wetterwik |
| 11 janvier 2019 20h30 | ×2 ×5    | Rapport   | ×2 ×4         | Mercedes-Benz Arena, Berlin Affluence : 10 529 Arbitrage : Kurtagic, Wetterwik |

| 12 janvier 2019 18h15 | Allemagne     | 34 - 21  | Brésil   | Mercedes-Benz Arena, Berlin Affluence : 13 500 Arbitrage : Kleven, Jørum |
| 12 janvier 2019 18h15 | Gensheimer 10 | (15 - 8) | Toledo 5 | Mercedes-Benz Arena, Berlin Affluence : 13 500 Arbitrage : Kleven, Jørum |
| 12 janvier 2019 18h15 | ×2 ×4         | Rapport  | ×2 ×6 ×1 | Mercedes-Benz Arena, Berlin Affluence : 13 500 Arbitrage : Kleven, Jørum |

| 14 janvier 2019 15h30 | Serbie                  | 22 - 24   | Brésil   | Mercedes-Benz Arena, Berlin Affluence : 10 211 Arbitrage : Gjeding, Hansen |
| 14 janvier 2019 15h30 | Marsević, Radivojević 5 | (11 - 14) | Toledo 5 | Mercedes-Benz Arena, Berlin Affluence : 10 211 Arbitrage : Gjeding, Hansen |
| 14 janvier 2019 15h30 | ×3 ×6 ×1                | Rapport   | ×2 ×3    | Mercedes-Benz Arena, Berlin Affluence : 10 211 Arbitrage : Gjeding, Hansen |

| 15 janvier 2019 15h30 | Russie               | 23 - 25   | Brésil   | Mercedes-Benz Arena, Berlin Affluence : 9 011 Arbitrage : Pavićević, Ražnatović |
| 15 janvier 2019 15h30 | Dibirov, Zhitnikov 6 | (10 - 15) | Borges 7 | Mercedes-Benz Arena, Berlin Affluence : 9 011 Arbitrage : Pavićević, Ražnatović |
| 15 janvier 2019 15h30 | ×1 ×6 ×1             | Rapport   | ×2 ×5    | Mercedes-Benz Arena, Berlin Affluence : 9 011 Arbitrage : Pavićević, Ražnatović |

| 17 janvier 2019 15h30 | Brésil   | 35 - 26   | Corée unifiée | Mercedes-Benz Arena, Berlin Affluence : 8 933 Arbitrage : Jørum, Kleven |
| 17 janvier 2019 15h30 | Borges 6 | (18 - 10) | Kang J.       | Mercedes-Benz Arena, Berlin Affluence : 8 933 Arbitrage : Jørum, Kleven |
| 17 janvier 2019 15h30 | ×2 ×5    | Rapport   | ×1 ×2         | Mercedes-Benz Arena, Berlin Affluence : 8 933 Arbitrage : Jørum, Kleven |

### Tour principal (Groupe I)
Les matchs du groupe I se jouent dans la Lanxess Arena à Cologne.
|   | Équipe        | Pts | J | G | N | P | Bp  | Bc  | Diff | Dép  |
| - | ------------- | --- | - | - | - | - | --- | --- | ---- | ---- |
| 1 | Allemagne (H) | 9   | 5 | 4 | 1 | 0 | 136 | 116 | 20   | /    |
| 2 | France (T)    | 7   | 5 | 3 | 1 | 1 | 133 | 122 | 11   | /    |
| 3 | Croatie       | 6   | 5 | 3 | 0 | 2 | 124 | 117 | 7    | /    |
| 4 | Espagne       | 4   | 5 | 2 | 0 | 3 | 147 | 136 | 11   | 2 p. |
| 5 | Brésil        | 4   | 5 | 2 | 0 | 3 | 128 | 149 | -21  | 0 p. |
| 6 | Islande       | 0   | 5 | 0 | 0 | 5 | 122 | 150 | -28  | /    |

| 20 janvier 2019 18h00 | Brésil    | 29 - 26   | Croatie   | Lanxess Arena, Cologne Affluence : 15 227 Arbitrage : Jørum, Kleven |
| 20 janvier 2019 18h00 | Langaro 9 | (17 - 13) | Duvnjak 6 | Lanxess Arena, Cologne Affluence : 15 227 Arbitrage : Jørum, Kleven |
| 20 janvier 2019 18h00 | ×2        | Rapport   | ×1 ×2     | Lanxess Arena, Cologne Affluence : 15 227 Arbitrage : Jørum, Kleven |

| 21 janvier 2019 18h00 | Espagne       | 36 - 24   | Brésil            | Lanxess Arena, Cologne Affluence : 17 209 Arbitrage : Pavićević, Ražnatović |
| 21 janvier 2019 18h00 | Ariño, Solé 6 | (19 - 13) | Langaro, Nantes 4 | Lanxess Arena, Cologne Affluence : 17 209 Arbitrage : Pavićević, Ražnatović |
| 21 janvier 2019 18h00 | ×1 ×3         | Rapport   | ×1 ×2             | Lanxess Arena, Cologne Affluence : 17 209 Arbitrage : Pavićević, Ražnatović |

| 23 janvier 2019 15h30 | Brésil    | 32 - 29   | Islande   | Lanxess Arena, Cologne Affluence : 11 027 Arbitrage : Jørum, Kleven |
| 23 janvier 2019 15h30 | Langaro 9 | (15 - 15) | Jónsson 7 | Lanxess Arena, Cologne Affluence : 11 027 Arbitrage : Jørum, Kleven |
| 23 janvier 2019 15h30 | ×1 ×3     | Rapport   | ×1 ×2     | Lanxess Arena, Cologne Affluence : 11 027 Arbitrage : Jørum, Kleven |

## Statistiques et récompenses

### Buteurs
| Rang  | Joueur             | Tot. | Tirs | %     | MJ | Moy. |
| ----- | ------------------ | ---- | ---- | ----- | -- | ---- |
| 1     | Haniel Langaro     | 37   | 62   | 60 %  | 8  | 4,63 |
| 1     | José Toledo        | 37   | 69   | 54 %  | 8  | 4,63 |
| 3     | Felipe Borges      | 30   | 47   | 67 %  | 8  | 3,75 |
| 4     | Fábio Chiuffa      | 17   | 28   | 61 %  | 8  | 2,13 |
| 5     | Rudolph Hackbarth  | 16   | 24   | 67 %  | 8  | 2    |
| 6     | Raul Nantes        | 14   | 27   | 52 %  | 8  | 1,75 |
| 7     | Alexandro Pozzer   | 13   | 16   | 81 %  | 8  | 1,63 |
| 8     | Vinícius Teixeira  | 10   | 15   | 67 %  | 8  | 1,25 |
| 9     | Gustavo Rodrigues  | 10   | 17   | 59 %  | 8  | 1,25 |
| 10    | Guilherme Valadao  | 8    | 22   | 36 %  | 8  | 1    |
| 11    | Thiagus dos Santos | 8    | 15   | 53 %  | 8  | 1    |
| 12    | Henrique Teixeira  | 6    | 17   | 35 %  | 8  | 0,75 |
| 13    | Leonardo Terçariol | 3    | 4    | 75 %  | 8  | 0,38 |
| 14    | Cleryston Novais   | 2    | 5    | 40 %  | 7  | 0,29 |
| 15    | César Almeida      | 1    | 1    | 100 % | 8  | 0,13 |
| 16    | Thiago Ponciano    | 0    | 1    | 0 %   | 8  | 0    |
| Total | Total              | 212  | 368  | 58 %  | 8  | 26,5 |

### Gardiens de but
| N°    | Nom                | %    | Arrêts | Tirs | MJ | Moy.  |
| ----- | ------------------ | ---- | ------ | ---- | -- | ----- |
| 1     | César Almeida      | 30 % | 47     | 159  | 8  | 5,88  |
| 2     | Leonardo Terçariol | 29 % | 42     | 145  | 8  | 5,25  |
| Total | Total              | 29 % | 89     | 304  | 8  | 11,13 |